# Adolf Kuhlemann
Adolf Kulemann (* 11. Juni 1896 in Bösel, Kreis Lüchow; † im 20. Jahrhundert) war ein deutscher Landwirt und Politiker (NSDAP).
Kulemann besuchte nach dem Erwerb des Einjährig-Freiwilligenzeugnisses zwei Jahre die Ackerbauschule in Elstorf/Hannover und wurde landwirtschaftlicher Beamter. 1914 bis 1918 leistete er Kriegsdienst. Ab 1923 war er selbstständiger Landwirt in Riesenwalde (Westpreußen). Er war in der Zeit des Nationalsozialismus Kreisbauernführer, bis er im September 1935 amtsenthoben wurde.
Er trat vermutlich zum 1. Oktober 1929 der NSDAP bei (Mitgliedsnummer 168.264) und war 1933 für den Kreis Rosenberg Mitglied im Provinziallandtag der Provinz Ostpreußen. Gleichzeitig war er stellvertretendes Mitglied des Preußischen Staatsrates.